# 川又哲也
川又 哲也（かわまた てつや）は、日本の構造家。戸田建設建築設計統轄部。
担当物件に、神奈川県足柄上合同庁舎本館、東京音楽大学 中目黒・代官山キャンパスなど。